# Rockin’ Heaven
Rockin’ Heaven (jap. ロッキン・ヘブン) ist eine abgeschlossene Manga-Serie von Mangaka Mayu Sakai, die in Japan von 2006 bis 2008 erschien. Der Shōjo-Manga erzählt von einem Mädchen, das auf eine ehemalige Jungen-Oberschule wechselt und wurde unter anderem ins Deutsche übersetzt.

## Handlung
Sawa wechselt auf die Amabane-Oberschule. Sie freut sich über die schöne neue Schuluniform, nach welcher sie die Schule ausgewählt hat. Dabei hat sie übersehen, dass die von ihr gewählte Oberschule ursprünglich eine reine Jungenschule war. Entsprechend hoch ist der Anteil der männlichen Schüler, als sie ihren Schulalltag beginnt. Dadurch entstehen viele soziale Herausforderungen.

## Charaktere
Sawa Konishi (小西纱和)
Sawa ist ein fröhliches 15-jähriges Mädchen, das sich nicht so schnell unterkriegen lässt. Sie wechselt auf die Amabane-Oberschule. Als sie Ran kennenlernt, findet sie ihn unausstehlich. Sie stehen sich aber bald näher und werden ein Paar. Sie trennt sich von Ran und beginnt mit Sugishita auszugehen. Am Ende kommen Sawa und Ran wieder zu sammen, heiraten und bekommen einen Sohn namens Aoi.
Ran Matsuyuki (松雪藍)
Ran ist der Sohn des Schuldirektors und spielt sich gern als der Boss seiner Klasse auf. Nach dem Tod seiner Mutter half ihm niemand mehr, mit den Erwartungen seines Vaters zurechtzukommen. Obwohl er ursprünglich eher unhöflich zu Sawa war, beginnt er, Gefühle für sie zu haben und kommt mit ihr zusammen. Allerdings trennen sie sich, um am Ende wieder zusammenzukommen und zu heiraten. Sie bekommen einen Sohn namens Aoi.
Akira Nagashima (永島晶)
Akira ist Sawas erste Freundin auf der Amabane und ihre einzige Klassenkameradin. Außerdem informiert sie Sawa über die Geschichte der Jungs. Sie träumt davon, eine Mangaka zu werden. Dafür wurde sie früher gehänselt, bekommt nun allerdings die Unterstützung von Sawa. Akira verliebt sich in Tsubaki. Obwohl er ihr bis zum Abschluss einen Korb gibt, verloben sie sich am Ende.
Junichi Tsubaki (椿純一)
Tsubaki ist ein Klassenkamerad von Sawa und seit seiner Kindheit Rans bester Freund. Er war mit Ran und Kido im Basketball-Club. Tsubaki ist der Klassenbeste und achtet auf die Gefühle der anderen. Am Ende der Serie erkennt er seine Liebe für Akira, weil sie sich um ihn sorgt. Jahre später verloben sie sich.
Satoshi Kido (城户智史)
Kido ist ein Klassenkamerad von Sawa und ein Freund von Ran. Er war ebenfalls im Basketball-Club mit Tsubaki und Ran. Da ihm ursprünglich nicht klar ist, dass Sawa und Ran ausgehen, verliebt er sich in Sawa. Er mag Sugishita nicht, aber hilft ihm trotzdem, nicht von der Schule verwiesen zu werden.
Tomoki Ogawa (小川朋樹)
Ogawa ist ein weiterer Freund und Klassenkamerad von Sawa und Ran. Er war im Fußball-Club mit Taguchi. Er ist einfach im Umgang und hilft seinen Freunden auch bei Kleinigkeiten. Seine Eltern besitzen einen Friseursalon, weshalb seine Haare immer gut gestylt sind. Er möchte als Hairstylist in der Entertainmentbranche arbeiten. Dafür plant er, nach dem Abschluss im Ausland zu studieren.
Souta Taguchi (田口草太)
Taguchi ist ein weiterer Freund von Ran. Er war im Fußball-Club mit Ogawa und verliebt sich später in Akira aufgrund ihrer Ähnlichkeiten. Nachdem sie ihm einen Korb gibt, bleiben sie allerdings Freunde.
Yuri Shirakawa (白河結李)
Yuri ist Rans hübsche Ex, die auf die reine Mädchenschule Eika-Academy geht. Sie ist beliebt bei den Jungen. Sie gestand ihre Gefühle für Ran, später machte sie allerdings Schluss, weil er keine Gefühle zeigte. Sie fragt ihn später, ob sie wieder zusammenkommen wollen, jedoch liebt er Sawa da schon. Yuri ist deswegen traurig, wird später aber eine Freundin von Sawa.
Haruki Sugishita (杉下 晴希)
Sugishita ist Model und Schauspieler, der später auf die Oberschule kommt. Sawa beginnt nach der Trennung von Ran mit ihm auszugehen. Deswegen mögen die Freunde von Ran ihn erst nicht, helfen ihm aber trotzdem, nicht von der Schule zu fliegen. Nachdem er feststellt, dass Sawa noch Gefühle für Ran hat, macht er mit ihr Schluss.

## Veröffentlichungen
Rockin’ Heaven erschien in Japan von Dezember 2006 bis Juli 2008 zunächst in Einzelkapiteln im Magazin Ribon. Dessen Verlag Shūeisha brachte die Serie später in acht Sammelbänden heraus. Der Abschlussband verkaufte sich innerhalb einer Woche über 34.000 Mal und gelangte so auf Platz 12 der Manga-Verkaufscharts.
Auf Deutsch erschien die Serie in einer Übersetzung von Stefan Hofmeister beim Verlag Tokyopop, zunächst abgeschlossen in acht Einzelbänden von August 2007 bis Juli 2009. Im Jahr 2012 wurde der Manga abgeschlossen in vier Doppelbänden erneut herausgegeben. Bei Planet Manga erschien der Manga auf Italienisch, Portugiesisch, Spanisch und Französisch und eine chinesische Fassung erschien bei Sharp Point Press.